# Parthaon
Parthaon (Oudgrieks: Πορθάων), ook Porthaon of Portheus genoemd, was een zoon van Agenor en Epikaste, regeerde als koning over Pleuron en Calydon in Aetolië. Bij zijn gemalin Euryte had hij verscheidene zonen, waaronder Oineus en Agrios; hij had ook een dochter, Sterope.